# Karl von Bülow
Karl Wilhelm Paul von Bülow (Berlin, 1846. március 24. – Berlin, 1921. augusztus 31.) német tábornagy, az első világháborúban a 2. hadsereg parancsnoka.

## Pályafutása
Karl von Bülow nagy múltú porosz katonacsaládban született 1846. március 24-én. Katonai szolgálatát 1864-ben kezdte a 2. gyalogos gárdaezrednél. Részt vett az 1866-os osztrák–porosz háborúban, ahol Königgrätznél kitüntette magát. Az 1870-es porosz–francia háborúban megkapta a másodosztályú Vaskeresztet. 1877-től századosként a vezérkarnál szolgált, 1893-ban pedig ezredessé léptették elő és megkapta a 4. gárdaezred parancsnokságát. 1897-ben vezérőrnagyként a hadügyminisztériumhoz került, 1901-ben pedig már mint altábornagy lett a 2. gárdahadosztály parancsnoka. Egy évvel később a vezérkarnál volt hadbiztos, majd 1903-tól a III. hadtest parancsnokságát bízták rá. 1912-ben vezérezredessé léptették elő és rábízták a III. hadtest felügyelőségét (General-Inspekteur).

## Az első világháborúban
A háború kitörése után Bülow 1914 augusztusában a nyugati fronton a 2. hadsereg parancsnokságát kapta meg, amely a Schlieffen-terv alapján a német hadsereg támadó jobbszárnyához tartozott. Augusztus 7-én Bülow megszállta Liège-t, augusztus 22-23-án pedig elfoglalta Namur erődjét. Továbbhaladva visszaverte a Charles Lanrezac által vezetett francia 5. hadsereget Charleroi-nál augusztus 23–24-én, majd öt nappal később a pikárdiai Saint-Quentinnél ismét vereséget mért rájuk. 
A 2. hadseregtől jobbra (és nyugatra) elhelyezkedő 1. hadsereg az előrenyomulás közben egyre inkább elszakadt a 2. hadseregtől, ezért Bülow arra utasította annak parancsnokát, Alexander von Kluckot, hogy csökkentse a két hadtest közötti 40 km-es rést. Kluck ennek következtében nem a Schlieffen-tervben szereplő útvonalon, Párizst délnyugatról megkerülő útvonalon haladt, hanem a francia fővárost délkeletről igyekezett megkerülni. Bülow szeptember 4-én átkelt a Marne folyón, de 5-én komoly ellenállásba akadt. A gyorsan megerősített francia 5. hadseregnek sikerült behatolni a két német hadsereg közötti résbe és bekerítéssel fenyegette a hosszú előrenyomulásban elfáradt németeket. Az első marne-i csatában a franciák megállították a német előrenyomulást és Bülow védelmi pozícióba vonult vissza az Aisne folyó mögött. Később a Schlieffen-terv megváltoztatása és a visszavonulás miatt a német közvélemény Bülowot hibáztatta a haditerv kudarcáért. 
Karl von Bülowot 1915 januárjában tábornaggyá léptették elő. Két hónappal később szívrohamot kapott és 1916 elején végleg visszavonult. Berlinben élt egészen 1921-es haláláig.

## Kitüntetései
- Fekete Sas-rend (lánccal) (Poroszország)
- Királyi Koronarend, 1. osztály (Poroszország)
- Vaskereszt, 2. osztály (Poroszország)
- Szolgálati kereszt (Poroszország)
- Katonai Érdemérem, 1. osztály (Poroszország)
- A Hohenzollern-ház Hercegi Rendjének 1. osztályú érdemkeresztje (Poroszország)
- I. Berthold-rend, 2. osztály (Baden)
- Katonai Szolgálati Nagykereszt (Bajorország)
- Vend Koronarend aranykoronás nagykeresztje (Mecklenburg)
- Oldenburgi Peter Friedrich Ludwig Herceg Érdemrend tiszteletbeli nagykeresztje (Oldenburg)
- Rutakoszorús Rend (Szászország)
- Albert-rend, 2. osztály (Szászország)
- Frigyes-rend, 2. osztály (Württemberg)
- Lipót-rend (Belgium)
- Katonai szolgálati kereszt gyémántokkal ékesített nagykeresztje (Bulgária)
- Királyi Viktória-rend nagykeresztje (Nagy-Britannia)
- Szent Kincs-rend nagykeresztje (Japán)
- Szent Móric- és Lázár-rend (Olaszország)
- Olasz Koronarend nagykeresztje (Olaszország)
- Vaskorona-rend (Ausztria)

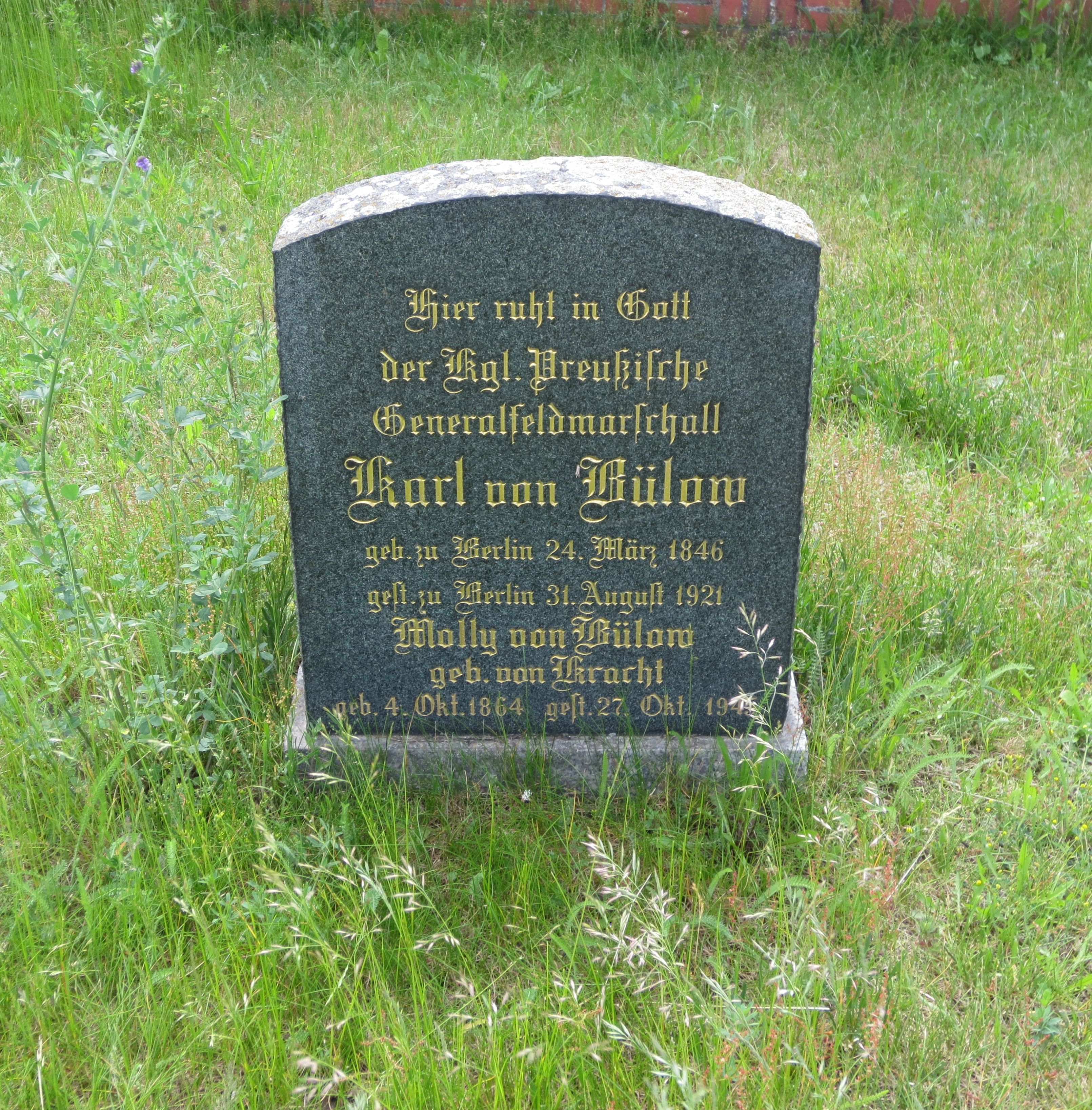
Karl von Bülow sírja

- Ferenc József-rend nagykeresztje (Ausztria)
- Románia Csillaga érdemrend (Románia)
- Román Koronarend nagykeresztje (Románia)
- Szent Szaniszló-rend, 1. osztály (Oroszország)
- Kardrend nagykeresztje (Svédország)
- Medzsidije-rend, 2. osztály (Törökország)
- Vaskereszt, 1. osztály (Németország)
- Hanzakereszt (Lübeck)
- Pour le Mérite (Németország)
- A Hohenzollern-ház Királyi Rendjének főparancsnoki keresztje kardokkal (Németország)

## Családja
Karl von Bülow 1883-ban vette feleségül Molly Krachtot (1864-1945). Három gyermekük született, Alexandra (1884-1953), Busso (1886-1915) és Vicco von Bülow-Schwante (1891-1970).

## Fordítás
- Ez a szócikk részben vagy egészben  a   Karl von Bülow című német Wikipédia-szócikk ezen változatának fordításán alapul.  Az eredeti cikk szerkesztőit annak laptörténete sorolja fel. Ez a jelzés csupán a megfogalmazás eredetét és a szerzői jogokat jelzi, nem szolgál a cikkben szereplő információk forrásmegjelöléseként.